# Melitaea atrarubra
Melitaea atrarubra är en fjärilsart som beskrevs av Ruggero Verity 1929. Melitaea atrarubra ingår i släktet Melitaea och familjen praktfjärilar. Inga underarter finns listade i Catalogue of Life.